# Addy-Waku Menga
Addy-Waku Menga (ur. 28 września 1983 w Kinszasie) – kongijski piłkarz występujący na pozycji napastnika.
W barwach Hansy Rostock rozegrał 12 spotkań w Bundeslidze. Zadebiutował w niej 11 sierpnia 2007 w przegranym 0:3 meczu z Bayernem Monachium, zaś 10 maja 2008 przeciwko Bayerowi 04 Leverkusen (1:2) strzelił swojego jedynego gola w tych rozgrywkach.
W reprezentacji Demokratycznej Republiki Konga wystąpił jeden raz, 21 maja 2010 w przegranym 0:2 towarzyskim meczu z Arabią Saudyjską.

## Statystyki ligowe
| Rozgrywki            | Poziom | Kraj   | Mecze | Gole |
| -------------------- | ------ | ------ | ----- | ---- |
| Bundesliga           | I      | Niemcy | 12    | 1    |
| 2. Bundesliga        | II     | Niemcy | 16    | 2    |
| Regionalliga 3. Liga | III    | Niemcy | 278   | 64   |